# SummerSlam (1997)
SummerSlam 1997 fue la décima edición de SummerSlam, un evento pago por visión de lucha libre profesional producido por la World Wrestling Federation (WWF). Tuvo lugar el 3 de agosto de 1997 desde el Continental Airlines Arena en East Rutherford, Nueva Jersey.
SummerSlam de 1997 tuvo fama por ser en este evento donde Owen Hart lesionó de forma legítima a Stone Cold Steve Austin al aplicar mal un Piledriver que rompió severamente el cuello de Austin. Está lesión llevó a Stone Cold a retirarse en 2003 de la lucha libre profesional.

## Resultados
- Mankind derrotó a Hunter Hearst Helmsley (w/Chyna) en una Steel cage Match (16:25)
  - Mankind ganó después de escapar de la estructura.
- Goldust (w/Marlena) derrotó a Brian Pillman (7:15)
  - Goldust cubrió a Pillman después de un "Roll-Up" tras recibir una bofetada de Marlena .
  - Como estipulación, al perder el combate, Pillman estaría obligado a llevar el vestido de Marlena en las siguientes semanas hasta obtener una victoria.
- The Legion of Doom (Hawk y Animal) derrotaron a The Godwinns (Henry y Phineas) (9:51)
  - Hawk cubrió a Henry después de una "Spike Piledriver".
- The British Bulldog derrotó a Ken Shamrock por descalificación reteniendo el Campeonato Europeo de la WWF (7:29)
  - Shamrock fue descalificado por asfixiar a Bulldog por más de 5 segundos.
  - Después de la lucha, Shamrock atacó a Gerald Brisco, Pat Patterson y a varios árbitros que intentaron cubrir a Bulldog.
  - Por estipulación, si Bulldog perdía, tendría que comer una lata de comida para perros después del combate.
- Los Boricuas (Savio Vega, Miguel Pérez, Jr., Jose Estrada, Jr. y Jesús Castillo) derrotaron a The Disciples of Apocalypse (Crush, Chainz, 8-Ball y Skull) en un Eight-Man Tag Team Match (9:07)
  - Miguel cubrió a Chainz después de un "Elbow Drop".
- Steve Austin derrotó a Owen Hart ganando el Campeonato Intercontinental de la WWF (16:16)
  - Austin cubrió a Owen con un "Roll-Up".
  - Si Austin perdía, tendría que besar el trasero a Owen.
  - Durante el combate, Owen le rompió el cuello a Austin, tras aplicar mal una Inverted Piledriver
- Bret Hart derrotó a The Undertaker (w/Shawn Michaels como Árbitro Especial) ganando el Campeonato de la WWF (28:09)
  - Hart cubrió a Undertaker después de un silletazo accidental por parte de Michaels.
  - Si Hart perdía, no se le permitiría volver nunca a luchar en los Estados Unidos.
  - Durante la lucha, Paul Bearer intervino para confrontar a Undertaker pero este último lo atacó, mientras que Brian Pillman y Owen Hart trataron de intervenir a favor de Hart, pero Michaels les prohibió entrar al ring.
  - Después de la lucha, The Hart Foundation salió a celebrar la victoria de Hart en el interior del ring.

## Otros roles
| Comentaristas - Jerry "The King" Lawler - Vince McMahon - Jim Ross Entrevistadores - Michael Cole - Todd Pettengill Comentaristas en francés - Jean Brassard - Raymond Rougeau Comentaristas en español - Carlos Cabrera - Tito Santana | Árbitros - Earl Hebner - Tim White - Mike Chioda - Jim Korderas - Jack Doan Anunciadores - Howard Finkel |